# الطمحة
قبيلة الطمحة قبيلة عربية قحطانية من قبائل جنوب الجزيرة العربية، هاجرت القبيلة من بلاد سبأ كما هو حال باقي القبائل القحطانية بعد انهيار سد مأرب وهي من أقدم بطون كندة وقد استوطنت منطقة تهامة أو المخلاف السليماني منذ القدم وهي ما تسمى حالياً منطقة جازان جنوب غرب المملكة العربية السعودية.

## نسبهم
يعود نسبهم إلى (الطمح) سلمة بن الخرب بن منصور بن الحارث الاصغر بن معاوية الأكرمين بن الحارث الأكبر بن معاوية بن ثور بن مرتع بن معاوية بن كندة بن عفير بن عدي بن الحارث بن مرة بن أدد بن زيد بن عمرو بن عريب بن زيد بن كهلان بن سبأ بن يشجب بن يعرب بن قحطان.

## ديارهم
يستوطنون بلاد أو خبت الطمحة الذي يشكل نحو 32 قرية بالقرب من محافظة صبيا يقدر عدد سكانها بحوالي 45 ألف نسمه، يحدها من الجنوب مدينة جيزان و من الشمال محافظة بيش ومن الغرب البحر الأحمر .

## أقسام القبيلة

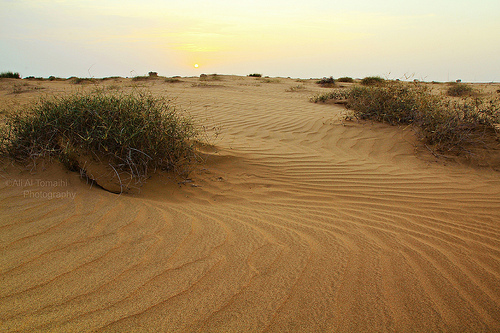
بلاد الطمحه بمنطقة جازان جنوب غرب المملكة العربية السعودية.

تنقسم القبيلة إلى أحد عشر فخذاً :
- الشدادة
- الفقرة
- الخوالدة
- القصادة
- الجعاونة
- الشعانبة
- العساونة
- آل عياف
- آل الشيخ
- آل مكحل
- آل شامي

## أشهر مشائخ القبيلة
الفقرة :شيخهم أحمد بن ضيف الله الفقيري الطميحي من قرية الفقرة التابعة لمركز قوز الجعافرة.
القصادة :منهم شيخ شمل قبيلة الطمحة الشيخ إبراهيم بن علي القصادي الطميحي يقطنون محافظة بيش وصبيا وقرية جريبه التابعة لمركز قوز الجعافرة.
آل الشيخ :آل الشيخ منهم وفيهم  مشيخة الشمل للقبيلة بالوراثة وآخرهم شيخ الشمل أحمد بن عبده بن محمد فتحي طميحي، والذي  لبّى نداء قبيلة الجعافرة في معاركهم ضد قبائل صبيا، ومن بعده انتقلت مشيخة الشمل للشيخ إبراهيم بن علي قصادي طميحي، ومن بعده إبنه الشيخ محمد بن إبراهيم بن قصادي طميحي .

## معارك القبيلة مع الجعافرة ضد قبائل محافظة صبيا
لقد قامت عدّة معارك بين الجعافرة الأشراف و الطمحة ضد قبائل صبيا في عهد الدولة الإدريسية استمرت قرابة الخمسة أعوام حتى أصلح بينهم السيد محمد بن علي الإدريسي.